# Inocenc VII.
Inocenc VII., rodným jménem Cosimo de' Migliorati (pravděpodobně v roce 1339? Sulmona, Neapolské království – 6. listopadu 1406 Řím), byl 204. římským biskupem a papežem římské obedience v době od 17. října 1404 do 6. listopadu 1406. Papežský úřad zastával do své smrti.
Původně kardinál biskup v Raveně.
Jeho tajemníkem byl italský humanista Gian Francesco Poggio Bracciolini.
Literatura:
1. Encyklopedie papežství : Jan Wierusz Kowalski str. 112 (v této publikaci uváděn jako 202. pontific.